# Šturlić
Šturlić är ett samhälle i Bosnien och Hercegovina.   Det ligger i entiteten Federationen Bosnien och Hercegovina, i den nordvästra delen av landet, 240 km nordväst om huvudstaden Sarajevo. Šturlić ligger 275 meter över havet och antalet invånare är 5 014.
Terrängen runt Šturlić är platt åt sydväst, men åt nordost är den kuperad. Runt Šturlić är det ganska tätbefolkat, med 93 invånare per kvadratkilometer.. Närmaste större samhälle är Velika Kladuša, 13,6 km norr om Šturlić. 
Omgivningarna runt Šturlić är en mosaik av jordbruksmark och naturlig växtlighet.